# John Baxter
John Baxter (Edimburgo, 15 de octubre de 1936 - ibídem, 12 de diciembre de 2014) fue un futbolista británico que jugaba en la posición de extremo.

## Biografía
En 1955, tras formarse en el Benburb FC, debutó como futbolista en el Hibernian FC de la mano del entrenador Hugh Shaw. Jugó un total de 307 partidos con el club, marcando además 32 goles. También llegó a jugar la final de la :Copa de Escocia de 1958 contra el Clyde FC, perdiendo por 1-0. Tras dejar el club en 1966, jugó para el Falkirk FC y para el Clydebank FC, donde se retiró como futbolista en 1968. Además jugó un partido con la selección de fútbol sub-21 de Escocia.
Falleció el 12 de diciembre de 2014 a los 78 años de edad.

## Clubes
| Club         | País    | Año         | Partidos | Goles |
| ------------ | ------- | ----------- | -------- | ----- |
| Hibernian FC | Escocia | 1955 - 1966 | 307      | 32    |
| Falkirk FC   | Escocia | 1966 - 1967 | 15       | 0     |
| Clydebank FC | Escocia | 1967 - 1968 | 26       | 3     |